# 129082 Oliviabillett
129082 Oliviabillett è un asteroide della fascia principale. Scoperto nel 2004, presenta un'orbita caratterizzata da un semiasse maggiore pari a 2,2273395 UA e da un'eccentricità di 0,1766566, inclinata di 3,60511° rispetto all'eclittica.